# 玛丽·费希尔
玛丽·费希尔（英語：Mary Fisher，1993年1月16日—），新西兰女子游泳运动员。她曾代表新西兰参加2012年和2016年夏季残疾人奥林匹克运动会游泳比赛，获得二枚金牌、二枚银牌和一枚铜牌。